# Огневик Адылова
Огневик Адылова, или Фломоидес Адылова (лат. Phlomoides adylovii) — вид двудольных растений рода Огневик (Phlomoides) семейства Яснотковые (Lamiaceae). Впервые описан ботаником Георгием Анатольевичем Лазьковым в 2004 году.
Видовой эпитет дан в честь Тишабая Адылова, узбекского ботаника, исследователя рода Огневик.

## Распространение
Эндемик Киргизии.

## Ботаническое описание
Гемикриптофит.
Многолетнее травянистое растение высотой 0,7—1 м.
Стебель простой, голый, прямой.
Листья опушённые; верхние листья — яйцевидные либо широколанцетные, нижние — яйцевидные.
Соцветие состоит из трёх мутовок с большим количеством (более 50) цветков с трубчатой чашечкой и опушённым венчиком розового цвета.
Близок виду Phlomoides alaica, от которого отличается более широкими листьями, многоцветковым мутовчатым соцветием и опушением чашечки цветка.